# Macrocera thoracica
Macrocera thoracica är en tvåvingeart som beskrevs av Loïc Matile 1977. Macrocera thoracica ingår i släktet Macrocera och familjen platthornsmyggor.
Artens utbredningsområde är Madagaskar. Inga underarter finns listade i Catalogue of Life.